# Disque 957
Pour plus de détails, voir Fiche technique et Distribution.
Disque 957 (on trouve parfois le titre Disque 927) est un film français réalisé par Germaine Dulac, sorti en 1928.

## Synopsis
Impressions visuelles. En écoutant les 5e et 6e Préludes de Frédéric Chopin.

## Fiche technique
- Titre original : Disque 957
- Réalisation : Germaine Dulac
- Pays de production :  France
- Format : Noir et blanc  — 35 mm — 1,33:1 — Film muet
- Genre : film expérimental
- Durée : 6 minutes
- Date de sortie : France : 1928